# Módulo multichip

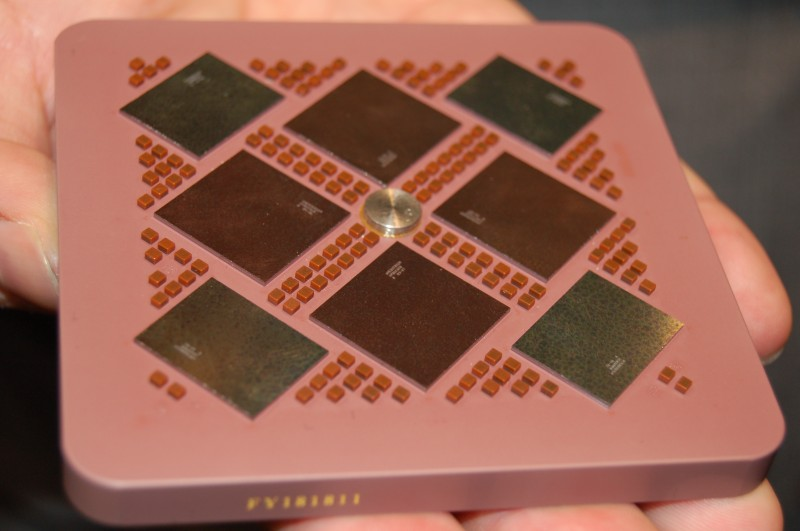
MCM POWER5 con cuatro procesadores y cuatro cachés externas L3 de 36 MB externas en un módulo multichip de cerámica.

Un módulo multichip (multi-chip module, MCM) es un encapsulado especializado donde múltiples circuitos integrados (CI), matrices de semiconductores u otros componentes discretos, son empaquetados en un substrato unificado, facilitando su uso como un solo componente (como si fuera un CI más grande). El MCM en sí mismo a veces es mencionado como un chip en los diseños, ilustrando así su carácter integrado. A cada chip individual de un MCM se le llama chíplet.

## Características
Los módulos multichip vienen en una variedad de formas dependiendo de la complejidad y la filosofía de desarrollo de sus diseñadores. Estos pueden ir desde el uso de CIs preempaquetados en una pequeña placa de circuito impreso (PCB), destinada a imitar las conexiones del empaquetado de un chip existente hasta los paquetes de chips totalmente personalizados integrando muchos chips en substrato de interconexión de alta densidad (HDI, por su sigla en inglés).
El encapsulado de los módulos multichips es una faceta importante en la moderna miniaturización electrónica y en los sistemas microelectrónicos. Los MCM son clasificados de acuerdo a la tecnología usada para crear substratos HDI.
- MCM-L (MCM laminado). El substrato es una placa de circuito impreso multicapa.
- MCM-D (MCM depositado). Los módulos están depositados en un substrato base usando tecnología de película fina.
- MCM-C (MCM cerámico).

## MCM de chips apilados
Un desarrollo relativamente nuevo en la tecnología MCM es el también llamado encapsulado de "pila de chips". Algunos CI, las memorias en particular, tienen una distribución de pines idénticas cuando se usan varias veces dentro de un sistema. Un substrato cuidadosamente diseñado puede permitir apilar estos chips en una configuración vertical, haciendo que la "huella" del MCM sea mucho más pequeña (aunque a costa de un chip más grueso o más alto). Dado que el área es a menudo una ventaja en la miniaturización de los diseños electrónicos, la pila de chips es una opción atractiva para muchas aplicaciones, como teléfonos celulares y Asistentes Digitales Personales (PDA).

## Ejemplos de tecnologías MCM
- Memoria de burbuja MCM de IBM (1970s)
- Módulo de conducción térmica del mainframe IBM 3081 (1980s)
- Intel Pentium Pro, Pentium D Presler , Xeon Dempsey y Clovertown, y Core 2 Quad (Kentsfield y Yorkfield)
- Memory Stick de Sony
- Xenos, un GPU diseñado por ATI Technologies para el Xbox 360, con eDRAM
- POWER2, POWER4 y POWER5 de IBM
- Procesadores AMD para Socket G34
- Clarkdale (microprocesador)

### Fuente
- Esta obra contiene una traducción  derivada de «Multi-chip module» de Wikipedia en inglés, publicada por sus editores bajo la Licencia de documentación libre de GNU y la Licencia Creative Commons Atribución-CompartirIgual 4.0 Internacional.

- Datos: Q1466268
- Multimedia: Multi-chip modules / Q1466268